# ロッティ・ヘーネル
ロッティ・ヘーネル（ドイツ語: Lotti Höner、1928年8月19日 - ）は、スイス出身のフィギュアスケート選手（女子シングル）。1948年サンモリッツオオリンピックスイス代表。

## 主な戦績
| 大会/年      | 1946-47 | 1947-48 |
| ------------ | ------- | ------- |
| オリンピック |         | 23      |
| 世界選手権   |         | 20      |
| 欧州選手権   | 17      |         |